# Roger Piantoni
Roger Piantoni (Étain, 26 december 1931 – Nancy, 26 mei 2018) was een Franse voetballer die als aanvaller voor FC Nancy, Stade de Reims en OGC Nice uitkwam. Met Stade de Reims werd hij driemaal landskampioen (1958, 1960, 1962) en won hij een keer de Coupe de France (1958). Hij werd ook tweemaal topschutter van de Ligue 1 (1951, 1961).
Piantoni speelde tussen 1952 en 1961 in totaal 37 interlands voor de Franse nationale ploeg, en scoorde 18 keer voor de nationale ploeg. Hij werd met Frankrijk derde op het WK 1958.